# Ervillers
Ervillers est une commune française située dans le département du Pas-de-Calais en région Hauts-de-France. Ses habitants de la commune sont appelés les Ervillois.
La commune fait partie de la communauté de communes du Sud-Artois qui regroupe 64 communes et compte 27 059 habitants en 2021.
La commune est située dans le paysage régional des grands plateaux artésiens et cambrésiens.

## Géographie

### Localisation
Localisée dans le sud-est du département du Pas-de-Calais, Ervillers est une commune située, à vol d'oiseau, à 6 km au nord de la commune de Bapaume et à 14 km au sud de la commune d’Arras (chef-lieu d'arrondissement et préfecture du Pas-de-Calais).
Le territoire de la commune est limitrophe de ceux de sept communes.
Les communes limitrophes sont  Boyelles, Béhagnies, Courcelles-le-Comte, Gomiécourt, Hamelincourt, Mory et Saint-Léger.

### Géologie et relief
La superficie de la commune est de 7,13 km2 ; son altitude varie de 77  à   115 m.

### Hydrographie
La commune est située dans le bassin Artois-Picardie. Elle n'est drainée par aucun cours d'eau,.

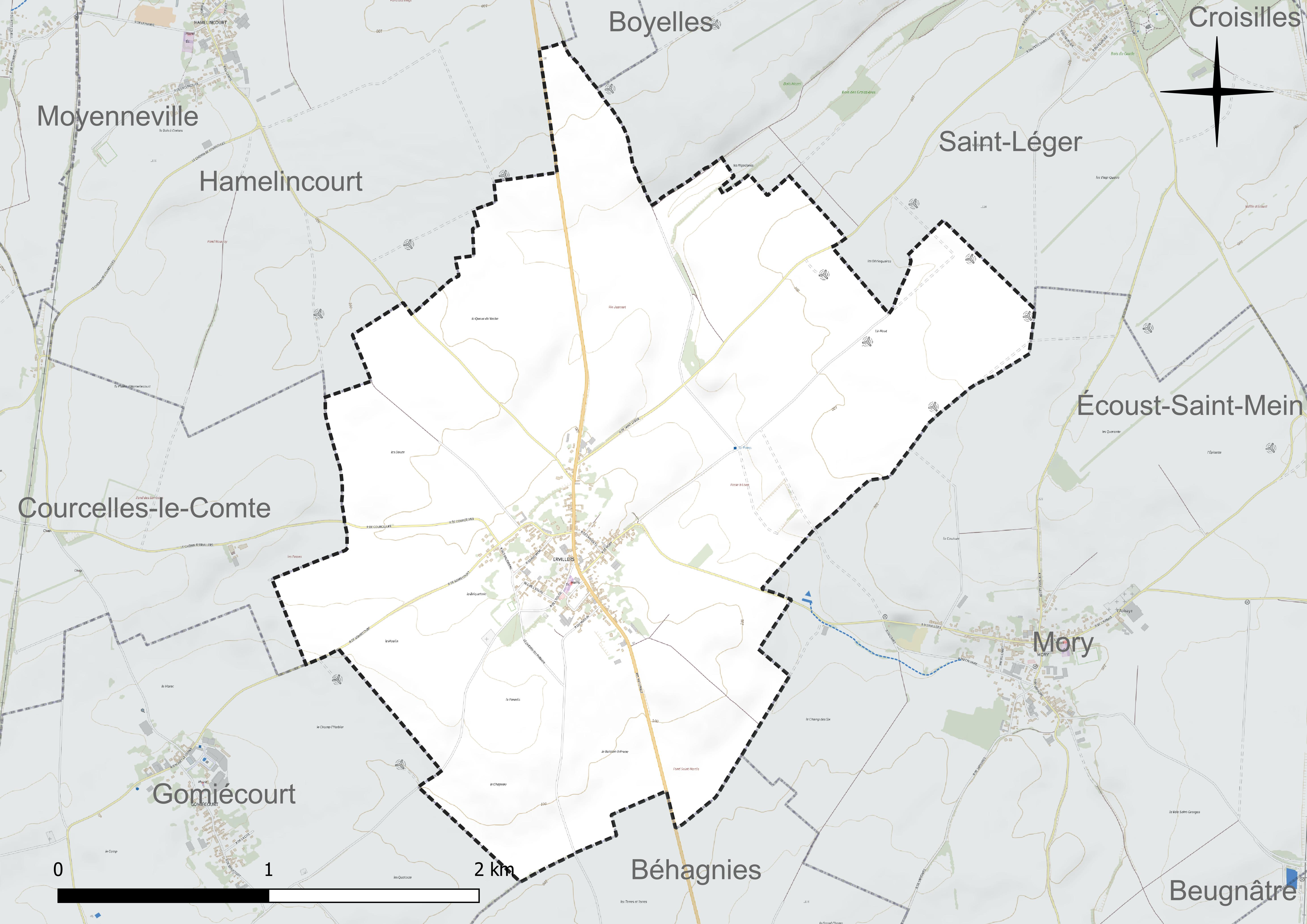
Réseau hydrographique d'Ervillers.

### Climat
Pour des articles plus généraux, voir Climat des Hauts-de-France et Climat du Pas-de-Calais.
En 2010, le climat de la commune est de type climat océanique dégradé des plaines du Centre et du Nord, selon une étude du CNRS s'appuyant sur une série de données couvrant la période 1971-2000. En 2020, Météo-France publie une typologie des climats de la France métropolitaine dans laquelle la commune est exposée à un climat océanique et est dans la région climatique Nord-est du bassin Parisien, caractérisée par un ensoleillement médiocre, une pluviométrie moyenne régulièrement répartie au cours de l'année et un hiver froid (3 °C).
Pour la période 1971-2000, la température annuelle moyenne est de 10,1 °C, avec une amplitude thermique annuelle de 14,4 °C. Le cumul annuel moyen de précipitations est de 743 mm, avec 11,9 jours de précipitations en janvier et 9 jours en juillet. Pour la période 1991-2020, la température moyenne annuelle observée sur la station météorologique la plus proche, située sur la commune de Wancourt à 10 km à vol d'oiseau, est de 10,8 °C et le cumul annuel moyen de précipitations est de 711,4 mm,. Pour l'avenir, les paramètres climatiques de la commune estimés pour 2050 selon différents scénarios d'émission de gaz à effet de serre sont consultables sur un site dédié publié par Météo-France en novembre 2022.

### Paysages
Pour un article plus général, voir Paysage en France.
La commune est située dans le paysage régional des grands plateaux artésiens et cambrésiens tel que défini dans l'atlas des paysages de la région Nord-Pas-de-Calais, conçu par la direction régionale de l'Environnement, de l'Aménagement et du Logement (DREAL),. Ce paysage régional, qui concerne 238 communes, est dominé par les « grandes cultures » de céréales et de betteraves industrielles qui représentent 70 % de la surface agricole utilisée (SAU).

### Milieux naturels et biodiversité

#### Espèces faunistiques et floristiques
Le site de l'Inventaire national du patrimoine naturel (INPN) recense 220 espèces faunistiques et floristiques sur le territoire de la commune dont 16 protégées et 8 taxons (espèces et sous-espèces) menacées et quasi-menacées.

## Urbanisme

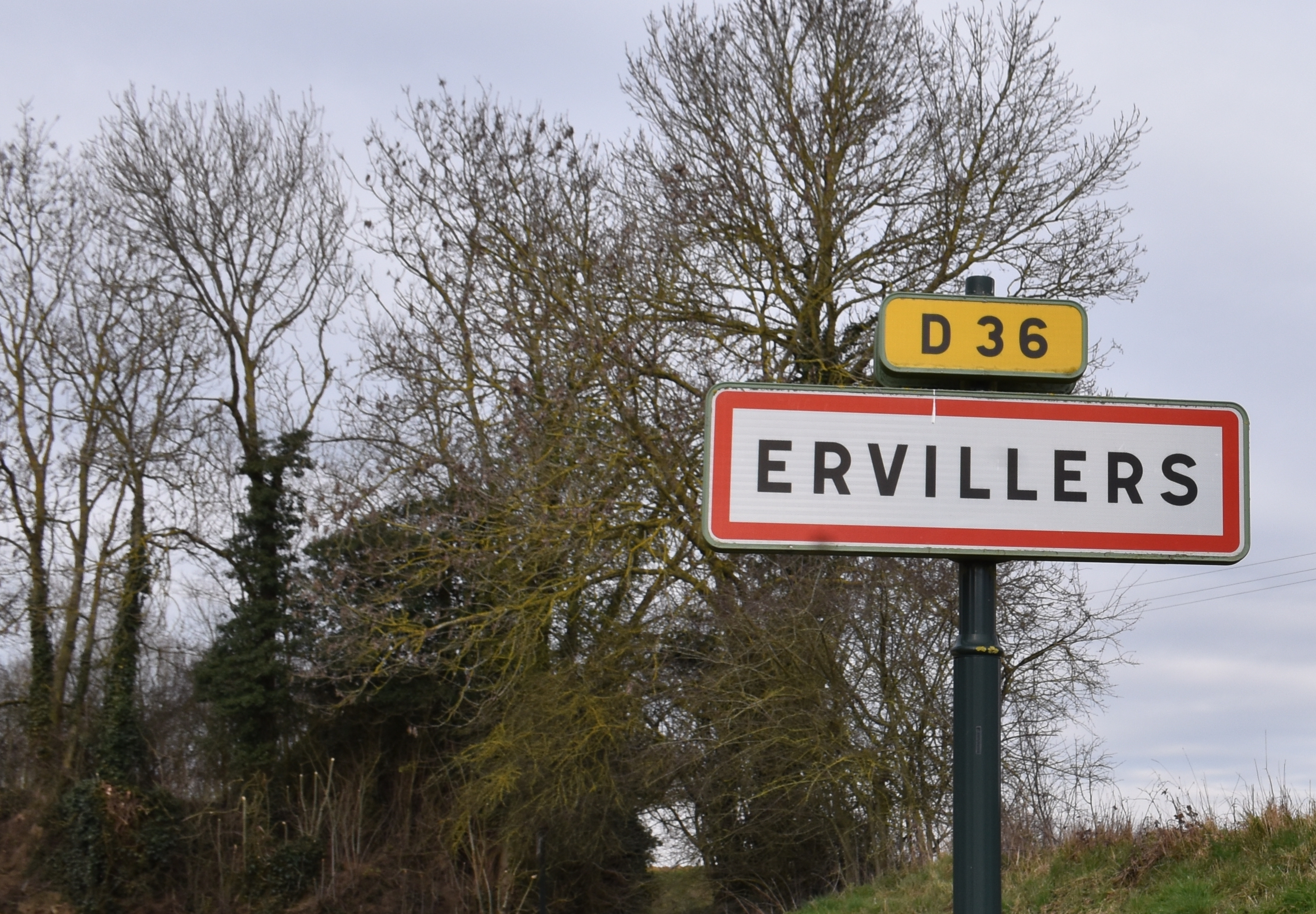
Une entrée de la commune.

### Typologie
Au 1er janvier 2024, Ervillers est catégorisée commune rurale à habitat dispersé, selon la nouvelle grille communale de densité à sept niveaux définie par l'Insee en 2022.
Elle est située hors unité urbaine. Par ailleurs la commune fait partie de l'aire d'attraction d'Arras, dont elle est une commune de la couronne,. Cette aire, qui regroupe 163 communes, est catégorisée dans les aires de 50 000 à moins de 200 000 habitants,.

### Occupation des sols
L'occupation des sols de la commune, telle qu'elle ressort de la base de données européenne d'occupation biophysique des sols Corine Land Cover (CLC), est marquée par l'importance des territoires agricoles (94,6 % en 2018), une proportion identique à celle de 1990 (94,6 %). La répartition détaillée en 2018 est la suivante : 
terres arables (94,6 %), zones urbanisées (5,4 %). L'évolution de l'occupation des sols de la commune et de ses infrastructures peut être observée sur les différentes représentations cartographiques du territoire : la carte de Cassini (XVIIIe siècle), la carte d'état-major (1820-1866) et les cartes ou photos aériennes de l'IGN pour la période actuelle (1950 à aujourd'hui).

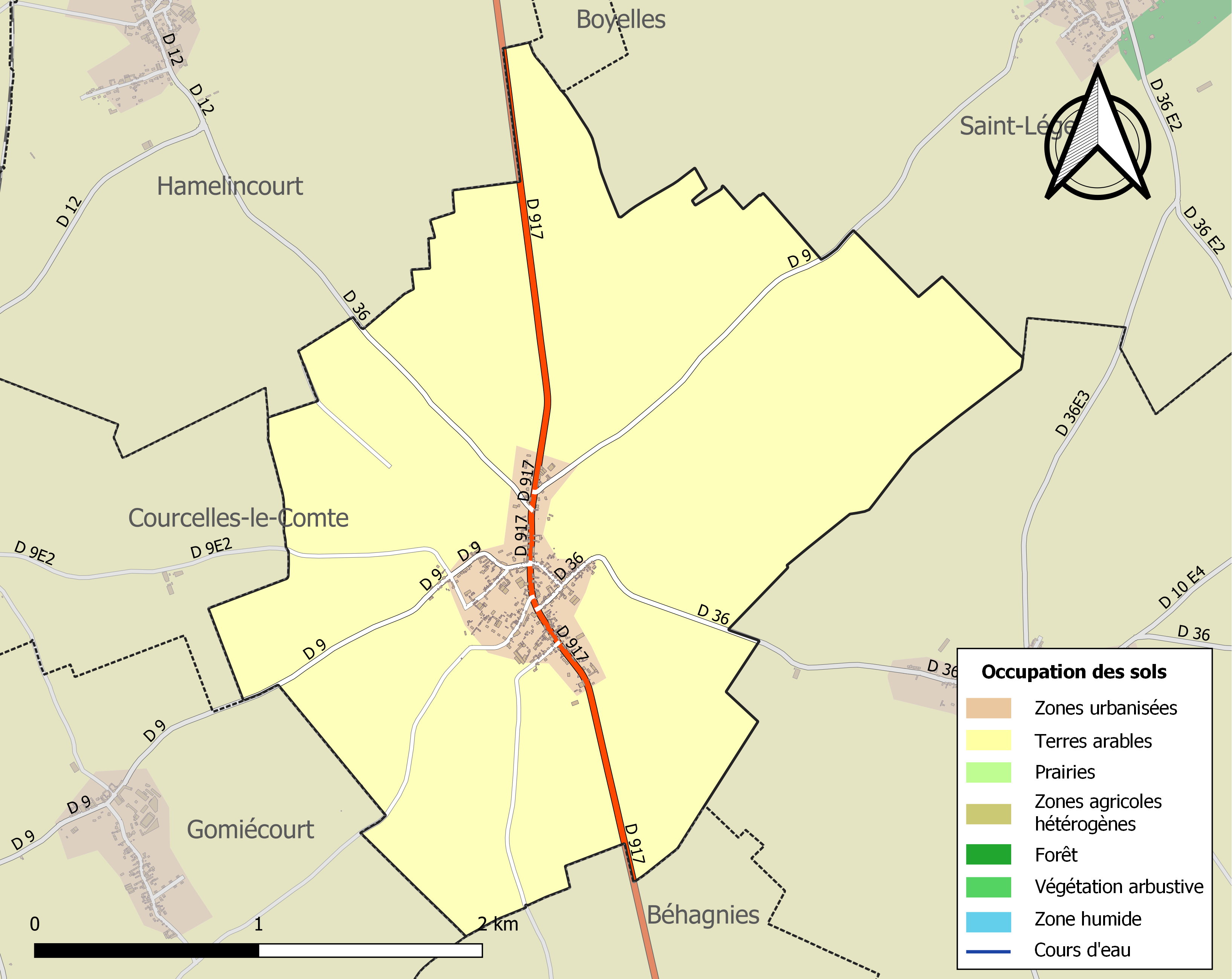
Carte des infrastructures et de l'occupation des sols de la commune en 2018 (CLC).

### Voies de communication et transports

#### Voies de communication
La commune est desservie par les routes départementales D 9 et D 917 et est située à 4 km de la sortie no 4 de l'autoroute A 1 reliant Paris et Lille.

#### Transport ferroviaire
La commune se trouve à 15 km, au sud, de la gare d'Arras, située sur la ligne de Paris-Nord à Lille, desservie par des TGV inOui et des trains régionaux du réseau TER Hauts-de-France.

## Toponymie
Le nom de la localité est attesté sous les formes Iriviler en 1119 ; Hirvilleir en 1135 ; Hirviler en 1140 ; Hervileir en 1152 ; Hervilier vers 1154 ; Ierviler de 1154 à 1159 ; Irvileir en 1180 ; Hyervileyr en 1179 ; Iervileir, Yrvillare, Ervileir et Yrvileit au XIIe siècle ; Herviler en 1241 ; Erviler en 1244 ; Hiervilé en 1255 ; Derviler en 1284 ; Ervilé en 1298 ; Yerviler en 1261 ; Ervillier, Ierviller en 1320 ; Herviller en 1409 ; Ervillers en 1565 ; Hervilers en 1739, Ervillers depuis 1793 et 1801.	

## Histoire
L'histoire de la commune est consultable dans le Dictionnaire historique et archéologique du Pas-de-Calais paru en 1873.
Avant la Révolution française, Ervillers est le siège d'une seigneurie. Par lettres données à Madrid le 3 août 1633, la terre d'Ervillers est jointe à celle de Lagnicourt, à celle de Gomiécourt et d'autres, tenues du château d'Arras, pour être érigée en comté de Gomiécourt, au bénéfice de Philippe de Gomiécourt, chevalier, seigneur de Gomiécourt, gouverneur, capitaine et bailli des ville et château de Béthune.

### Carte de Cassini
|  |

La carte de Cassini ci-dessus montre qu'au milieu du XVIIIe siècle, Ervillers était une paroisse  située le long de la route de Bapaume à Arras, aujourd'hui la D 917. À l'ouest, un moulin à vent en bois, aujourd'hui disparu, était en activité à cette époque.
Texte tiré des registres paroissiaux concernant la bénédiction d'une croix et de fragments de la Sainte Croix (année 1738) : « François de Baglion Delasalle par la grâce de Dieu et du Saint-Siège apostolique évêque d'Arras nous avons « commis » commettons le sieur Docminy curé de Saint-Étienne de la ville d'Arras pour faire la cérémonie de la bénédiction d'une croix à Ervillers suivant le rite ordinaire de l'église dans laquelle il posera reliquaire de cristal contenant du bois de la rouge croix dont il enverra acte au secrétariat de notre évêché donné d'Arras sous notre seing, le second en nos armes, et le contreseing de notre secrétaire le 5 mai 1738. Étois signé François évêque d'Arras, plus bas par Mgr Fleus Secrétaire avec paraphe.
L'an de Notre-Seigneur 1738 le 18 mai nous prêtre-curé de la paroisse de Saint-Étienne de cette ville d'Arras en vertu de la commission de l'autre part, nous nous sommes transporté au village d'Ervillers, où étant maître Jean-Baptiste Thibault prêtre curé dudit lieu nous a présenté une petite boëte de bois quarré, que nous avons ouvert et dans laquelle nous avons trouvé une petite croix de cristal ornée à l'entour de filigrane d'argent doré, liée de fil de soie rouge à laquelle était pendant le sceau de Mgr François de Baglion Delasalle évêque d'Arras [de 1725 à 1752] et dans ladite boîte nous avons trouvé pareillement les lettres authentiques par lesquelles il nous a confié que dans la petite croix de cristal de ci-dessus y étaient enfermé des particules du bois de la très Sainte-Croix de messire Notre Seigneur Jésus. Adressé du feu sieur Bernard Mullet prêtre du diocèse d'Arras et chanoine de saint Amé de Douai, donné au dit sieur Thibault par le sieur Jean-Baptiste Mullet frère du précédent, lesdites lettres datées de Rome hors la porte de Saint-Jean le 17 septembre 1715 signé Valérien évêque de Ferentin avec le sceau dudit seigneur évêque et de plus bas du l'approbation de Mgr évêque d'Arras et la permission d'exposer ladite relique à la vénération des fidèles en date du 11 février 1732 scellé du sceau et du seing de Mgr évêque que nous avons trouvé sains et envers et sur le champ ledit messire Jean-Baptiste Thibaut nous a présenté une grande croix de bois orné en différents endroits d'argent que nous avons béni et nous a requis de placer ladite croix de cristal ci-dessus avec les particules du bois de la très Sainte-Croix de messire J.-C. y enfermées dans la boîte grande croix de bois nous en vertu de la commission de l'autre part avons placé la susdite petite croix de cristal décemment dans le milieu de la grande croix fermée de côté et d'autre part des « brissaux » à ne pouvoir ouvrir que par main d'ouvriers et avons placé les lettres authentiques au côté droit de ladite croix de bois au-dessus des bras en présence de Me Nicolas Dupuis de serviteur dudit Ervillers, de M. François Joseph de la charité de Grévillers et plus leurs paroissiens dudit lieu qui ont signé avec nous ce présent acte les jour, mois et an susdit était signé M. Dupuis serviteur d'Ervillers, Thibaut curé d'Ervillers de la charité de « Groville ou Grévillers » le baron Laurent Proyant, Jean-Philippe Leleu, Pierre Ignace [Vemg ?], François Gay, Clément Delaine, Charles Robert Magnier, et Docminy curé de Saint-Étienne d'Arras avec paraphe.
Nous prêtre curé de la paroisse de Saint-Étienne d'Arras certifions les extraits ci-dessus conformes aux originaux que nous remettrons au secrétaire de l'évêché d'Arras.
Fait au dit Ervillers le 18 mai 1738, Docminy curé de Saint-Étienne d'Arras ».

### Première Guerre mondiale
Lors de la Première Guerre mondiale, après la bataille des Frontières du 7 au 24 août 1914, devant les pertes subies, l'État-Major français décide de battre en retraite depuis la Belgique. Dès le 28 août, les Allemands s'emparent du village d'Ervillers et poursuivent leur route vers l'ouest. Dès lors commença l'occupation allemande qui dura jusqu'au début de 1917. Des arrêtés de la kommandantur obligeaient, à date fixe, sous la responsabilité du maire et du conseil municipal, sous peine de sanctions, la population à fournir : blé, œufs, lait, viande, légumes, destinés à nourrir les soldats du front. Toutes les personnes valides devaient effectuer des travaux agricoles ou d'entretien.
En mars 1917, les Allemands décident de se retirer sur la ligne Hindenburg, ligne fortifiée située à seulement 3 km à l'est devant Quéant. Avant leur départ, le village est évacué de ses habitants et toutes les constructions (église, mairie, maisons) sont systhématiquement dynamitées, tous les arbres sont coupés, les puits pollués avec du fumier.
Les troupes britanniques prennent alors possessions des ruines du village en  avril 1917. Les ruines d'Ervillers repasseront aux mains des Allemands en avril 1918 lors de l'Offensive du Kaiser jusqu'au 24 août 1918, date à laquelle le village sera définitivement repris par les troupes du commonwealth après de violents combats, attestés par la présence de nombreux cimetières militaires dans le secteur.
Après l'armistice, les habitants reviendront peu à peu dans la commune et une longue période de reconstruction du village commencera grâce aux dommages de guerre.
Vu les souffrances endurées par la population pendant les quatre années d'occupation et les dégâts aux constructions, la commune s'est vu décerner la croix de guerre 1914-1918 par décret du 23 septembre 1920, distinction également attribuée à 276 autres communes du Pas-de-Calais.

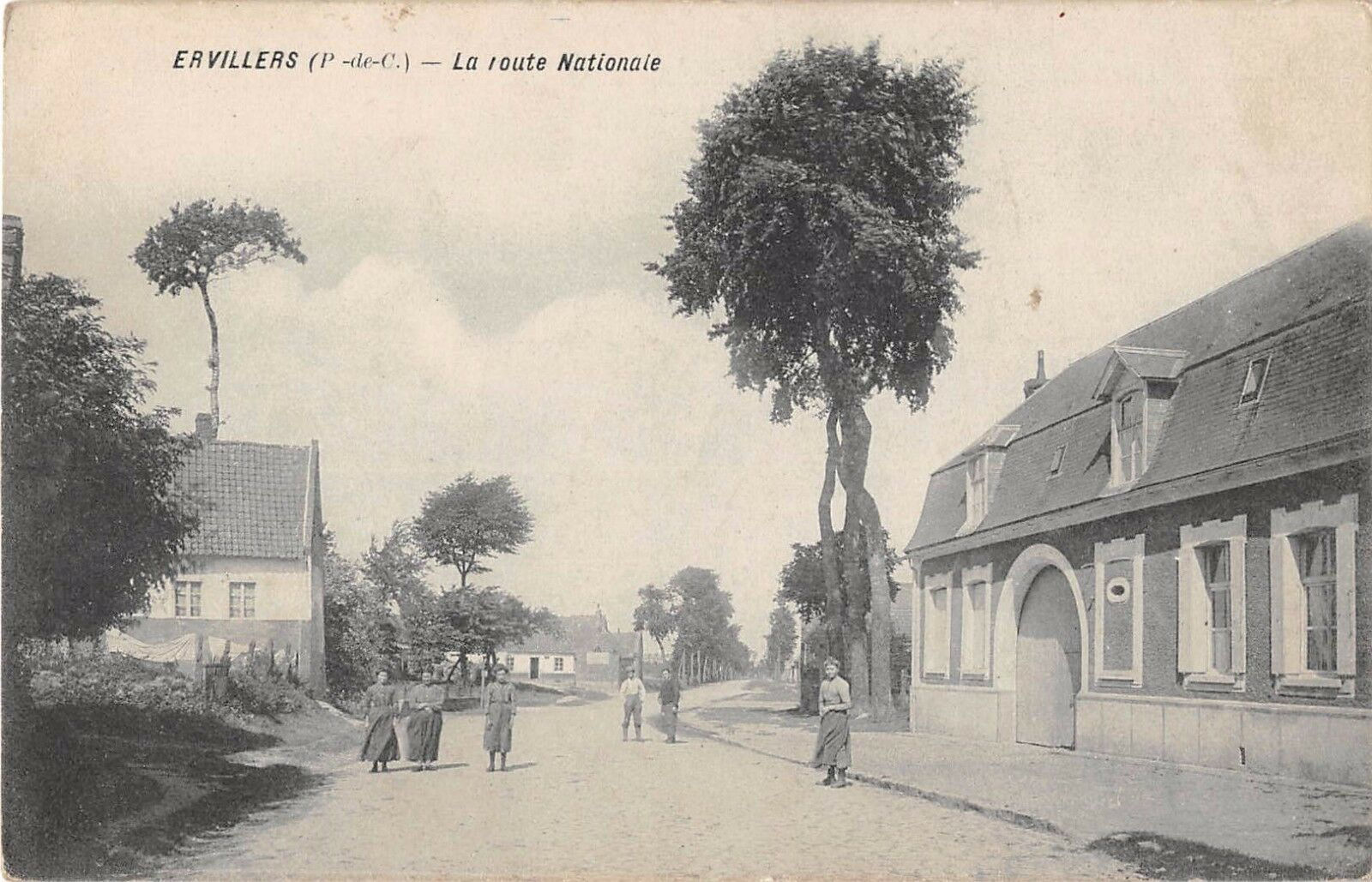
Une carte postale du village avant 1914.
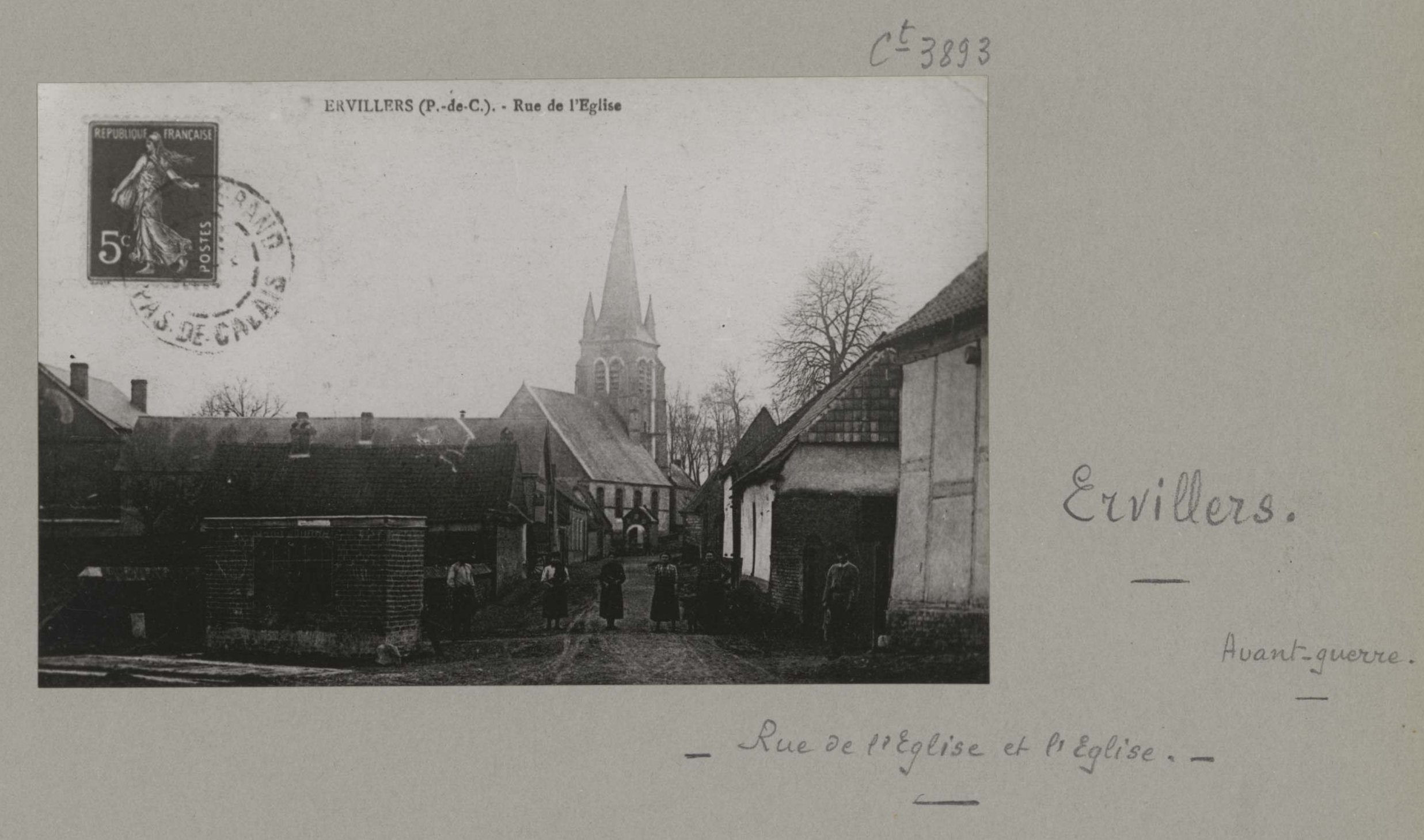
Une carte postale du village avant 1914.
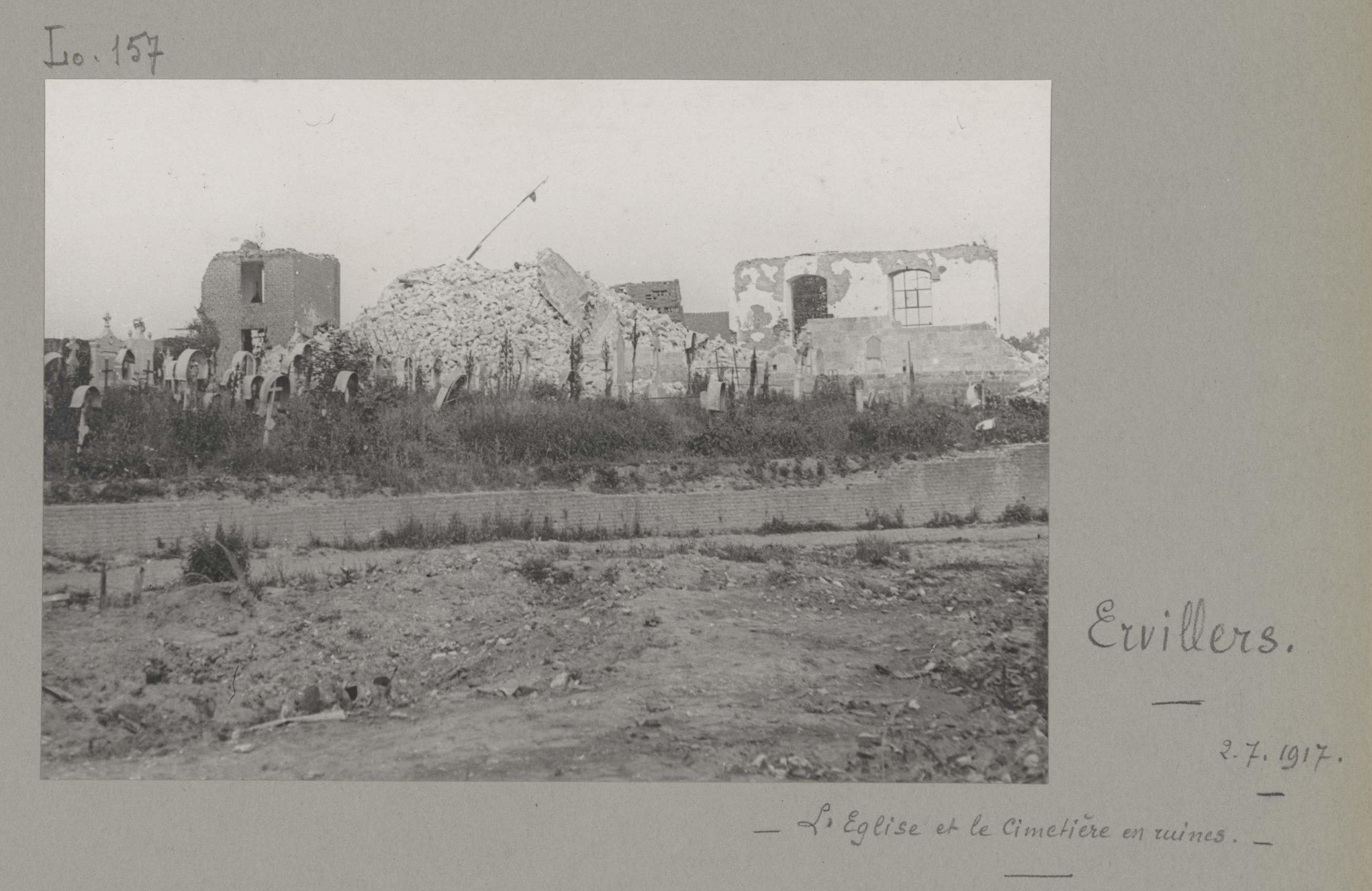
Les ruines de l'église en 1917.
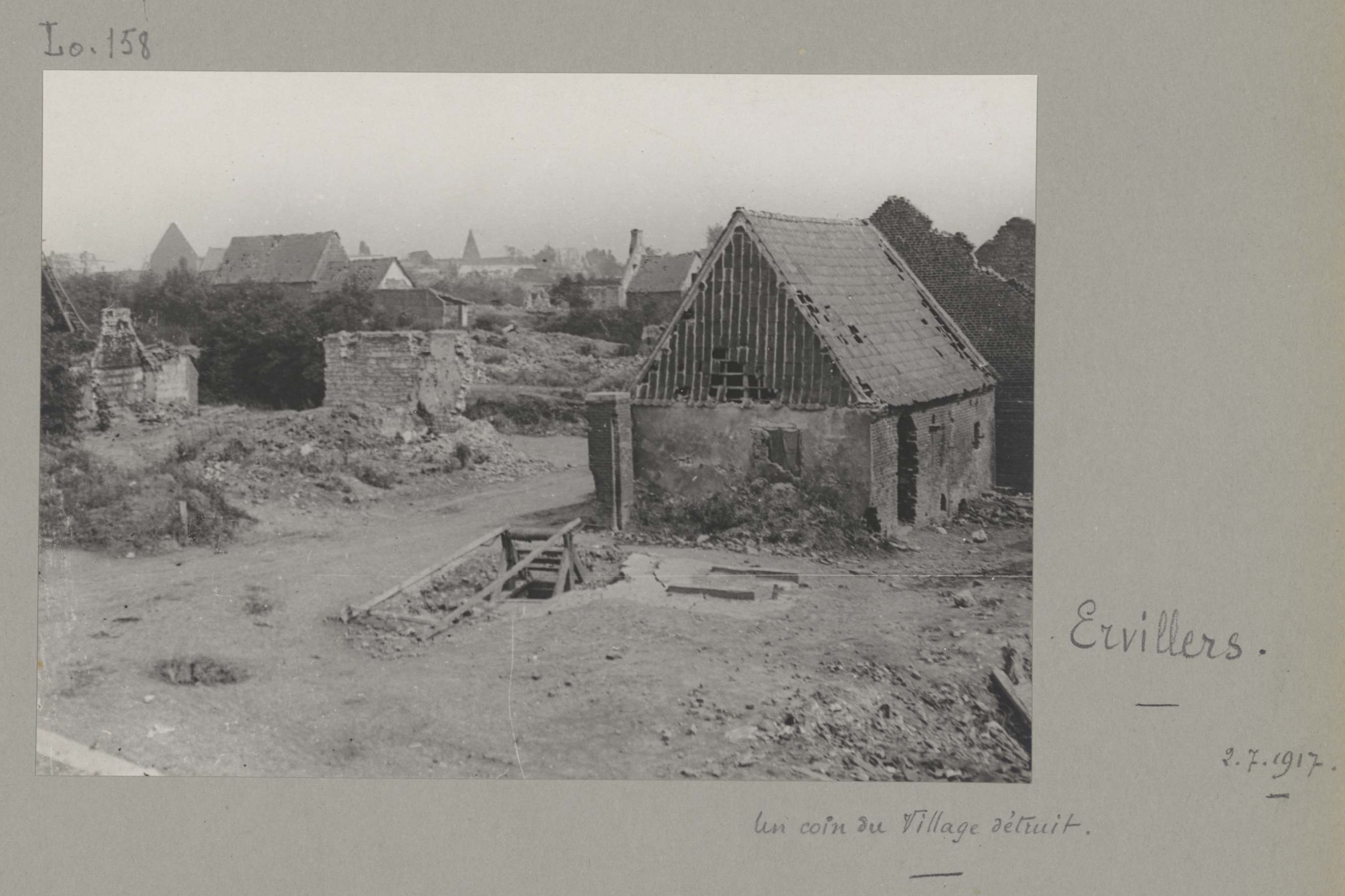
Les ruines de l'église en 1917.
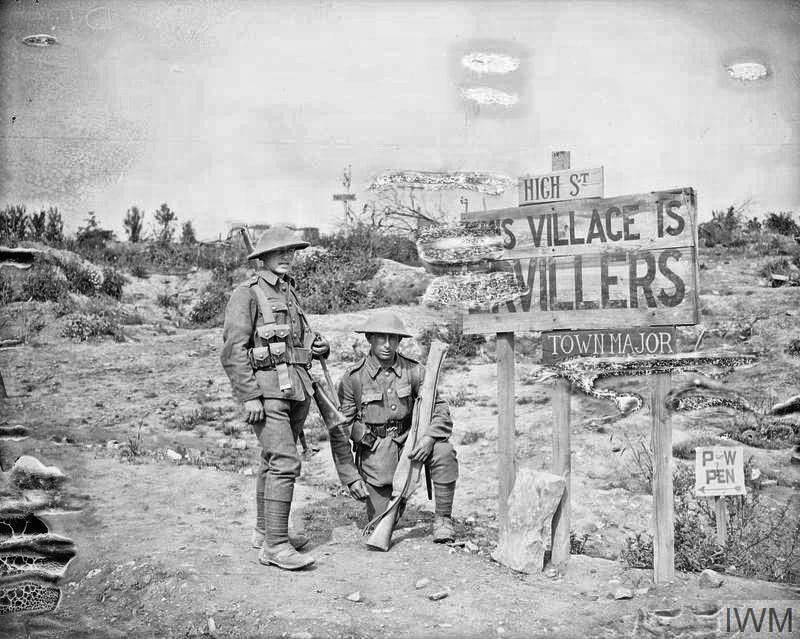
Les soldats britanniques posant à Ervillers le 17 juin 1917.
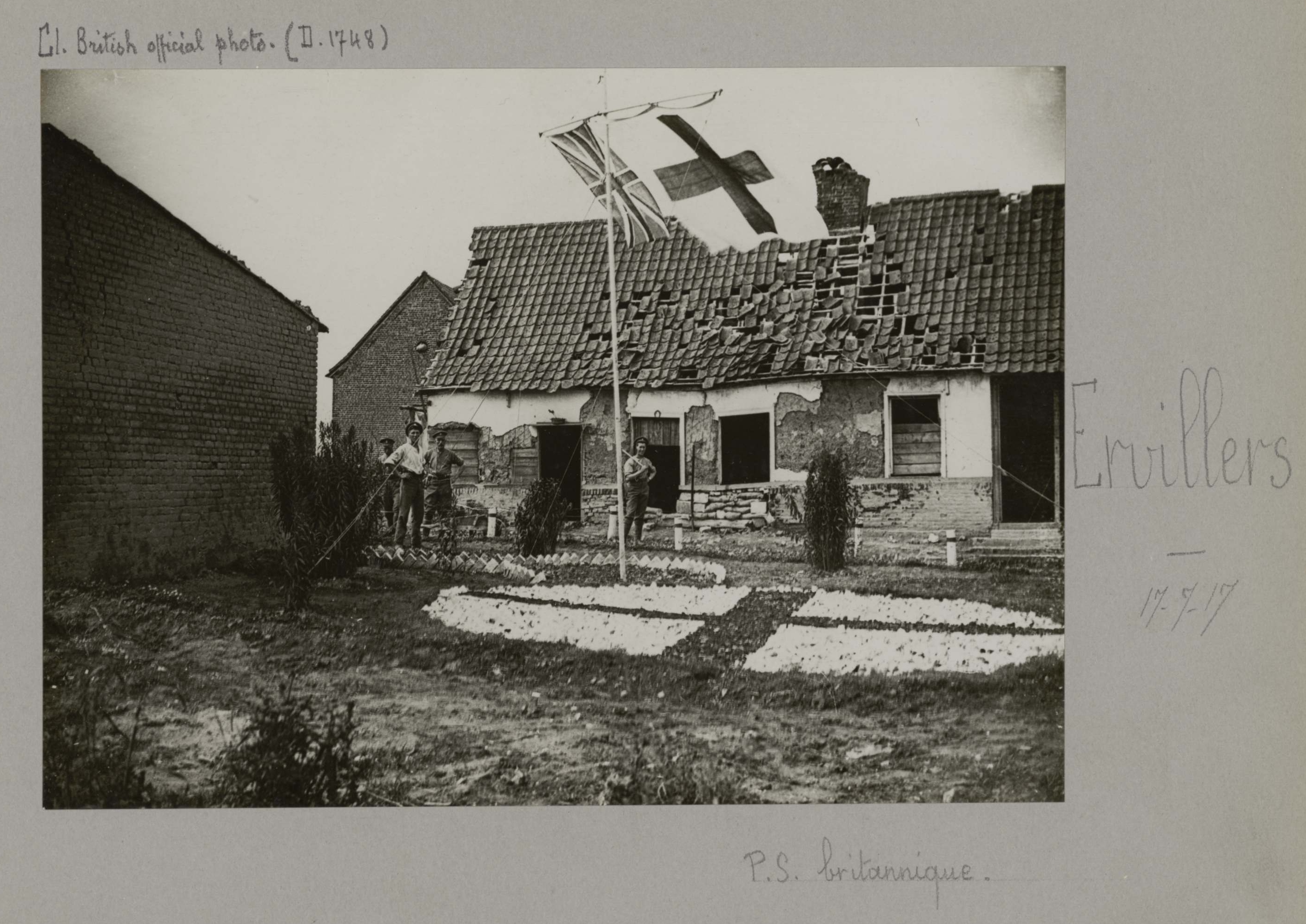
Le poste de secours britannique 1917.
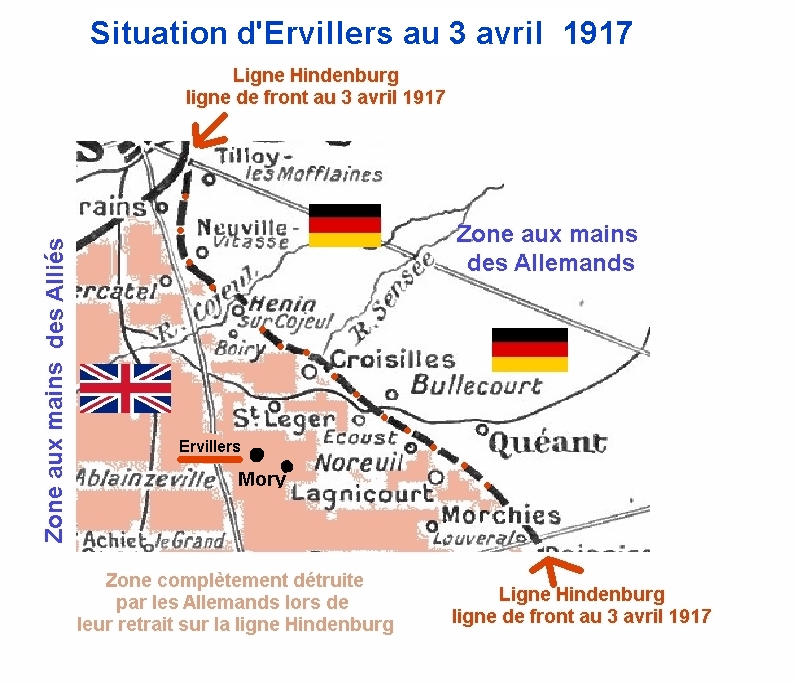
La situation du village en avril 1917 tout près de la Ligne Hindenburg.
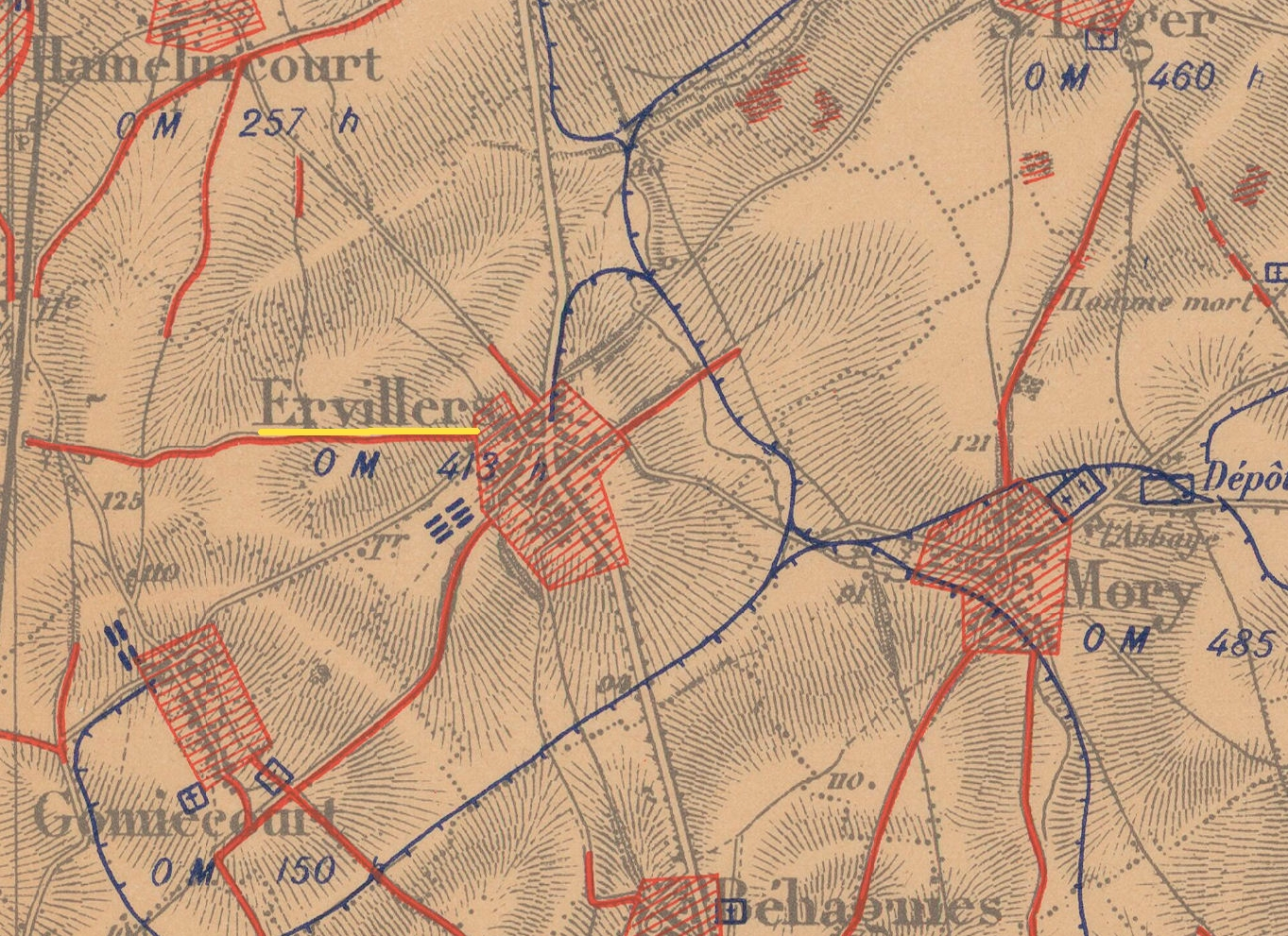
La carte des régions dévastées en 1919 montre que le village est complètement détruit.

## Politique et administration

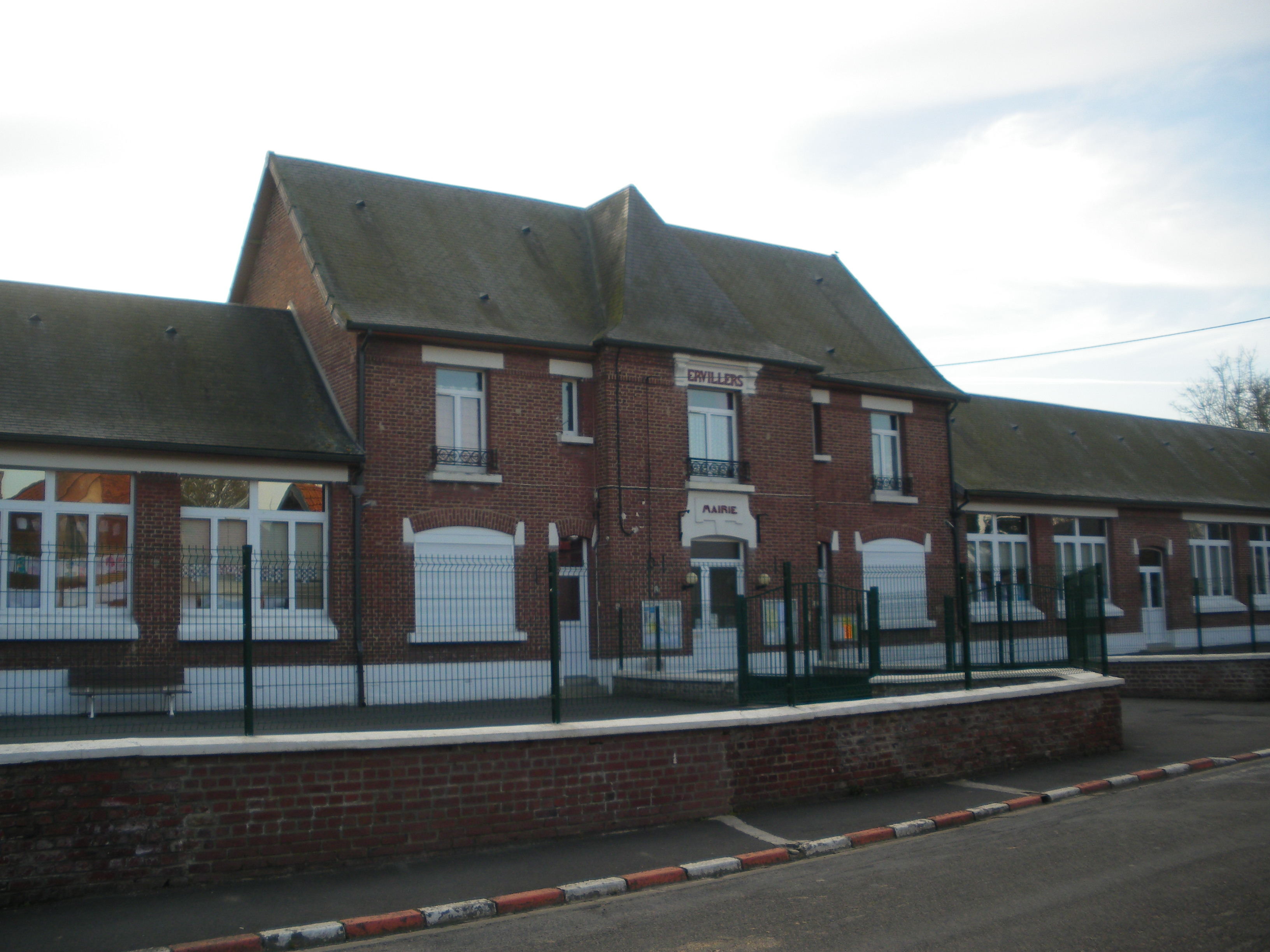
La mairie.

### Découpage territorial
La commune se trouve dans l'arrondissement d'Arras du département du Pas-de-Calais, depuis 1801.

#### Commune et intercommunalités
La commune est membre de la communauté de communes du Sud-Artois.

#### Circonscriptions administratives
La commune est rattachée au canton de Bapaume. Avant le redécoupage cantonal de 2014, elle était, depuis 1801, rattachée au canton de Croisilles.

#### Circonscriptions électorales
Pour l'élection des députés, la commune fait partie de la première circonscription du Pas-de-Calais.

### Élections municipales et communautaires

#### Liste des maires
| Période                                  | Période                       | Identité          | Étiquette | Qualité                                                                                                 |
| ---------------------------------------- | ----------------------------- | ----------------- | --------- | --- |
| Les données manquantes sont à compléter. |                               |                   |           | |
|                                          | fin 2001                      | Germain Marquis   |           | Décédé en fonction                                                                                      |
| janvier 2002                             | 13 septembre 2008             | Jean-Louis Lebrun | DVD       | Décédé en fonction                                                                                      |
| décembre 2008                            | En cours (au 17 février 2022) | Philippe Lefort   | DVD       | Retraité du secteur technico-commercial Réélu pour le mandat 2014-2020, Réélu pour le mandat 2020-2026, |

## Équipements et services publics

### Enseignement
La commune est située dans l'académie de Lille et dépend, pour les vacances scolaires, de la zone B.
La commune administre une école maternelle en regroupement pédagogique intercommunal (RPI 37).

### Justice, sécurité, secours et défense
La commune dépend du tribunal judiciaire d'Arras, du conseil de prud'hommes d'Arras, de la cour d'appel de Douai, du tribunal de commerce d'Arras, du tribunal administratif de Lille, de la cour administrative d'appel de Douai, du pôle nationalité du tribunal judiciaire d'Arras et du tribunal pour enfants d'Arras.

## Population et société

### Démographie
Les habitants de la commune sont appelés les Ervillois.

#### Évolution démographique
L'évolution du nombre d'habitants est connue à travers les recensements de la population effectués dans la commune depuis 1793. Pour les communes de moins de 10 000 habitants, une enquête de recensement portant sur toute la population est réalisée tous les cinq ans, les populations de référence des années intermédiaires étant quant à elles estimées par interpolation ou extrapolation. Pour la commune, le premier recensement exhaustif entrant dans le cadre du nouveau dispositif a été réalisé en 2004.

En 2022, la commune comptait 389 habitants, en évolution de −3,47 % par rapport à 2016 (Pas-de-Calais : −0,72 %, France hors Mayotte : +2,11 %).
| 1793 | 1800 | 1806 | 1821 | 1831 | 1836 | 1841 | 1846 | 1851 |
| ---- | ---- | ---- | ---- | ---- | ---- | ---- | ---- | ---- |
| 602  | 475  | 508  | 655  | 751  | 696  | 768  | 764  | 784  |

| 1856 | 1861 | 1866 | 1872 | 1876 | 1881 | 1886 | 1891 | 1896 |
| ---- | ---- | ---- | ---- | ---- | ---- | ---- | ---- | ---- |
| 802  | 836  | 828  | 838  | 810  | 818  | 774  | 822  | 827  |

| 1901 | 1906 | 1911 | 1921 | 1926 | 1931 | 1936 | 1946 | 1954 |
| ---- | ---- | ---- | ---- | ---- | ---- | ---- | ---- | ---- |
| 819  | 716  | 711  | 425  | 486  | 449  | 444  | 404  | 427  |

| 1962 | 1968 | 1975 | 1982 | 1990 | 1999 | 2004 | 2006 | 2009 |
| ---- | ---- | ---- | ---- | ---- | ---- | ---- | ---- | ---- |
| 402  | 398  | 386  | 390  | 434  | 449  | 407  | 383  | 397  |

| 2014 | 2019 | 2022 | - | - | - | - | - | - |
| ---- | ---- | ---- | - | - | - | - | - | - |
| 406  | 392  | 389  | - | - | - | - | - | - |

#### Pyramide des âges
En 2018, le taux de personnes d'un âge inférieur à 30 ans s'élève à 32,9 %, soit en dessous de la moyenne départementale (36,7 %). À l'inverse, le taux de personnes d'âge supérieur à 60 ans est de 27,6 % la même année, alors qu'il est de 24,9 % au niveau départemental.
En 2018, la commune comptait 181 hommes pour 215 femmes, soit un taux de 54,29 % de femmes, largement supérieur au taux départemental (51,5 %).
Les pyramides des âges de la commune et du département s'établissent comme suit.
| Hommes | Classe d’âge | Femmes |
| ------ | ------------ | ------ |
| 0,6    | 90 ou +      | 1,9    |
| 3,9    | 75-89 ans    | 9,4    |
| 22,3   | 60-74 ans    | 16,9   |
| 14,0   | 45-59 ans    | 15,5   |
| 26,8   | 30-44 ans    | 23,0   |
| 15,1   | 15-29 ans    | 12,2   |
| 17,3   | 0-14 ans     | 21,1   |

| Hommes | Classe d’âge | Femmes |
| ------ | ------------ | ------ |
| 0,5    | 90 ou +      | 1,6    |
| 5,6    | 75-89 ans    | 8,9    |
| 16,7   | 60-74 ans    | 18,1   |
| 20,2   | 45-59 ans    | 19,2   |
| 18,9   | 30-44 ans    | 18,1   |
| 18,2   | 15-29 ans    | 16,2   |
| 19,9   | 0-14 ans     | 17,9   |

## Culture locale et patrimoine

### Lieux et monuments
- Dédiée à saint Martin, l'ancienne église datant du XVIe siècle comportait trois nefs et était flanquée de quatre tourelles aux angles. Le clocher était une tour carrée fortifiée de quatre piliers et surmontée d'une flèche en bois avec quatre clochetons. Autour du monument à l'extérieur figuraient les armoiries des vicomtes d'Ervillers : Lalaing, Egmont et Diesbach. Sur le porche figurait les armoiries d'un chevalier de la Toison d'Or qui pourraient appartenir à Procope François (1664-1707), comte d'Egmont, prince de Gavre, fait chevalier de l'ordre de la Toison d'Or en 1706 par Philippe V. Détruite en 1917, elle a été reconstruite après la Première Guerre mondiale. L'église héberge huit éléments patrimoniaux, répertoriés dans la base Palissy, inscrits au titre d'objet des monuments historiques, dont trois sont classés[43].
- Le monument aux morts[44].
- Le cimetière militaire britannique, situé rue de l'Église.

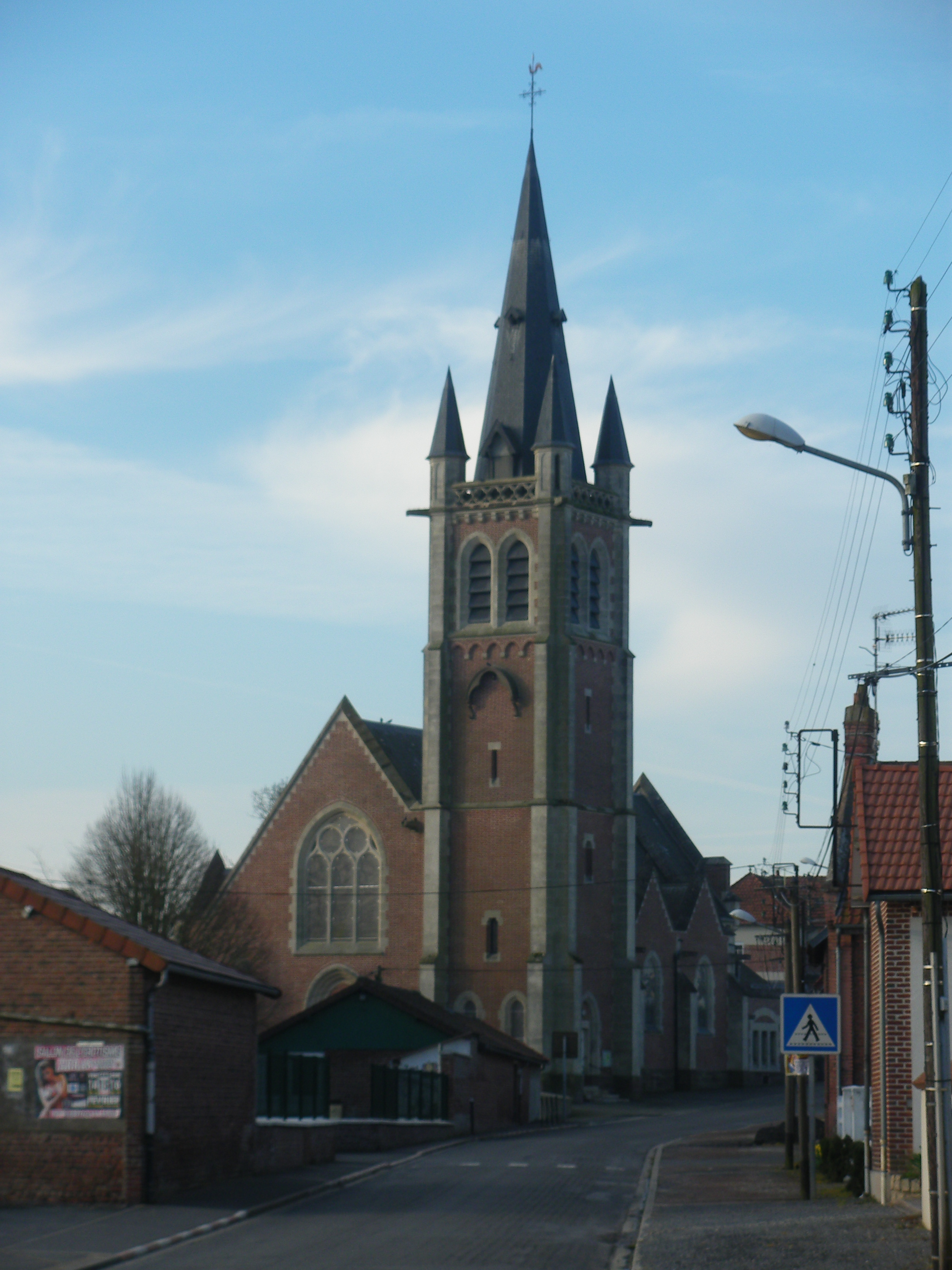
L'église Saint-Martin.
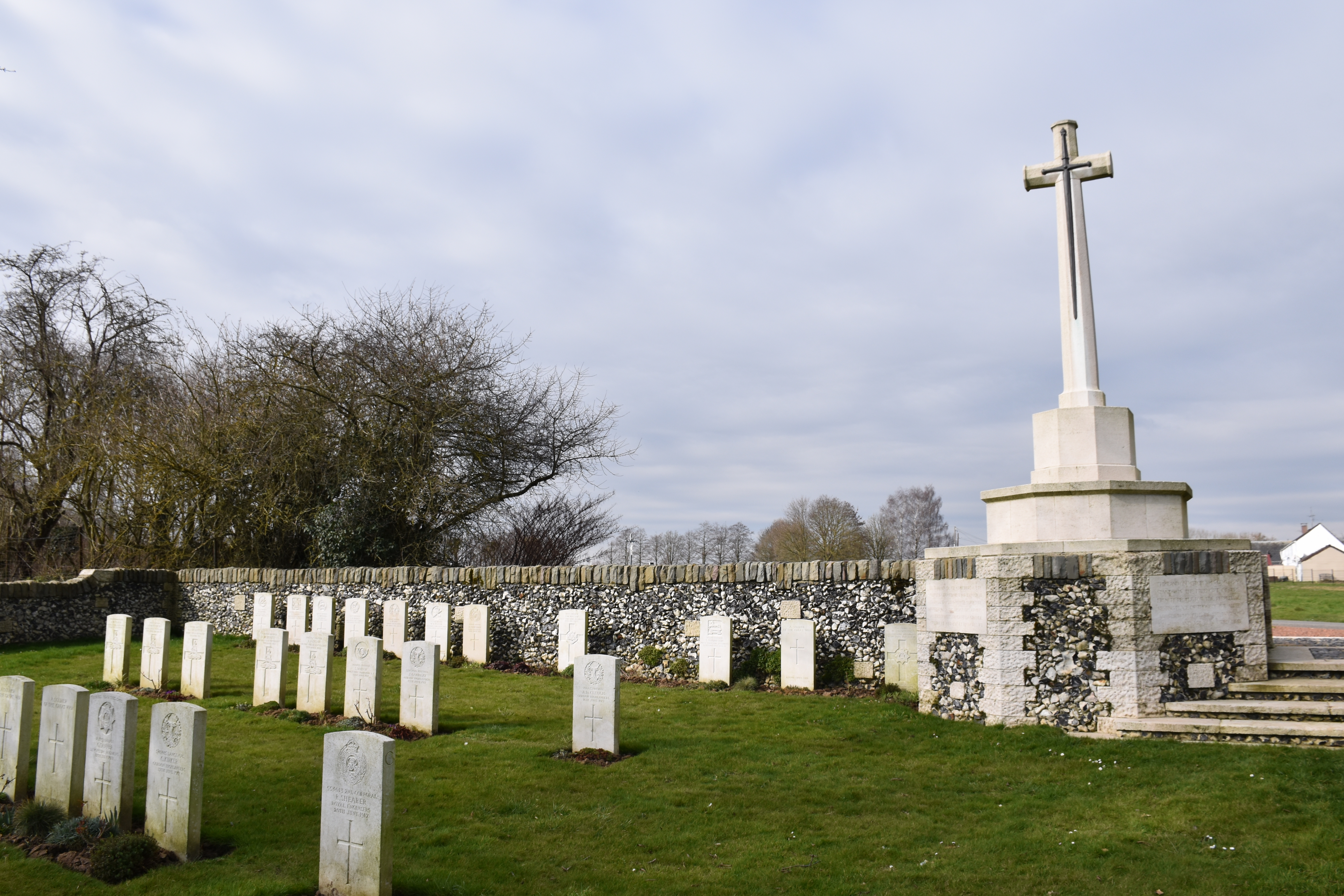
Le cimetière militaire britannique.

### Personnalités liées à la commune
- Frederick C. Armstrong (en) (1895-1918), pilote canadien de la Première Guerre mondiale, mort sur la commune.

### Héraldique
| Blason de Ervillers | Blason  | D'or à la fasce d'azur chargée de trois chiens assis d'argent et accompagnée de six fermaux d'argent trois rangés en chef et trois rangés en pointe. Ornements extérieursCroix de guerre 1914-1918 |
| Blason de Ervillers | Détails | * Ces armes emploient le terme « cousu » dans le seul but de contrevenir à la règle de contrariété des couleurs : elles sont fautives : argent sur or. Adopté par la municipalité le 25 mars 1994. |

## Pour approfondir